# Кенген (ера)
Кенген (乾元) је јапанска ера (ненко) која је настала после Шоан и пре Каген ере. Временски је трајала од новембра 1302. до августа 1303. године и припадала је Камакура периоду. Владајући монарх био је цар Го-Ниџо.

## Важнији догађаји Кенген ере
- 1302. (Кенген 1, шеснаести дан шестог месеца): Цар Го-Ниџо посећује дом бившег цара Камејаме.[3]
- 1302. (Кенген 1): Велике поправке и рекострукција храма Јакуши-џи.[4]